# Wulf Christoph von Blanckensee

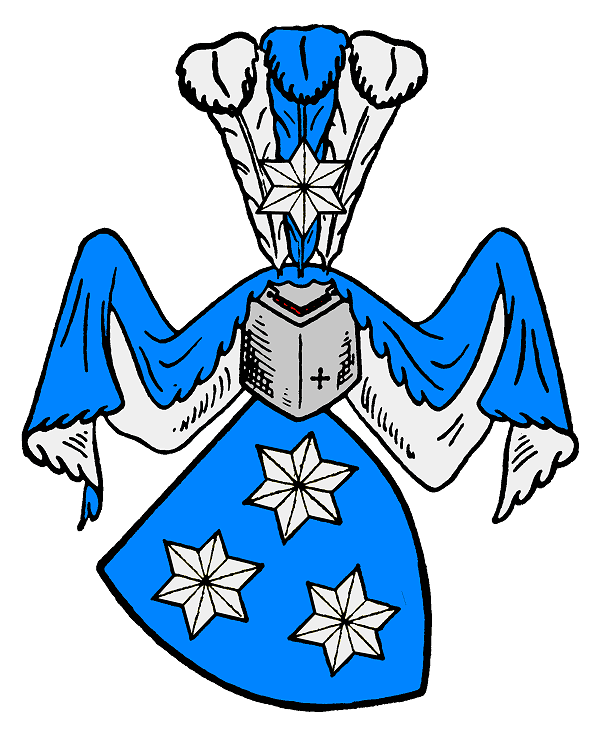
Wappen derer von Blanckensee

Wulf Christoph von Blanckensee, auch Wolf(f) Christoph von Blanckensee (* 31. August 1674 in Schönenwerder; † 29. Juli 1717 in Wismar) war ein deutscher Offizier, zuletzt Stadtkommandant von Wismar.

## Leben
Wulf Christoph von Blanckensee entstammte dem neumärkischen Uradelsgeschlecht von Blanckensee. Er war der dritte Sohn des kurbrandenburgischen Leutnants der Kavallerie Joachim Christoph von Blanckensee (1641–1685) auf Schönenwerder (heute Ziemomyśl A), Damerow und Uchtenhagen (beides heute Stara Dąbrowa (Powiat Stargardzki)) im Kreis Pyritz und dessen Frau Barbara, geb. von Schönebeck. Der General Peter von Blanckensee war sein ältester Bruder. Der gleichnamige Generalmajor Wolf Alexander Ernst Christoph von Blanckensee (1684–1744) war sein Cousin.
Wie viele seiner Verwandten schlug Wulf Christoph von Blanckensee die Offizierslaufbahn ein. Im Alter von 18 Jahren wurde er 1692 Soldat; er stand in polnischen und preußischen Diensten und war in Polen, Ungarn, Italien und Brabant eingesetzt. 1708 war er Oberleutnant im Infanterieregiment von Arnim (Nr. 5). Zuletzt war er Capitain in diesem Regiment.
Bei der Belagerung von Wismar im Zuge des Pommernfeldzug 1715/1716 während des Großen Nordischen Krieges ernannte ihn König Friedrich Wilhelm I. am 1. Januar 1716 zum Obristen des Fußvolks. Nach Einnahme der Stadt im April 1716 blieb von Blanckensee als Befehlshaber des Königlich-preußischen Corps und Stadtkommandant in Wismar.
Er starb nach längerer Krankheit am 29. Juli 1717 in Wismar und wurde hier am 23. August 1717 im Chor der ehemaligen Dominikanerkirche beigesetzt. Bei den umfangreichen denkmalgerechten Sanierungsarbeiten in der heute als Aula und Sporthalle genutzten ehemaligen Klosterkirche wurde Anfang 2021 im Fußboden des einstigen Chors sein ursprünglich an der Wand aufgestelltes steinernes Epitaph von 1717 gefunden. Dessen lateinische Inschrift war durch die gedruckte Trauerpredigt seines Feldgeistlichen Christoph Sucro (später Domprediger in Magdeburg) überliefert.
Seit 1706 war er verheiratet mit Wilhelmine Sophie, geb. von Arnim (1687–1751), einer Tochter des preußischen Generals Georg Abraham von Arnim, dem Inhaber des Regiments, in dem von Blanckensee diente. Das Paar hatte zwei Söhne, die beide Offiziere wurden: Georg Christoph von Blanckensee (1710–1781) und Friedrich Wilhelm (1716–1744), der als preußischer Rittmeister im Zweiten Schlesischer Krieg bei Böhmisch Leipa fiel, sowie sieben Töchter.